# 文山國小楓樹伯公
24°49′32″N 121°02′52″E / 24.825607°N 121.047758°E
文山國小楓樹伯公，是位於臺灣新竹縣新埔鎮文山里、新埔鎮文山國小校內的3株楓香樹，被當地人與校方視為神樹。

## 景觀
文山國小在新埔鎮文山里、犁頭山東側山坡。從文山路的校門入口走上百多個階梯，就能望見校園操場旁有3棵楓香樹。在2006年報導時，這些樹年齡被估計160歲以上，高在20、30公尺間。樹旁有木頭平台，可舉行音樂會等活動等。
自校創建以來，大小慶典都繞著這3棵樹進行，其畢業照也一定有以它們為背景。校長鐘議德表示，楓香樹像大傘保護著孩子和校園，讓學生在綠蔭下遊戲、看書、聊天，許多人畢業後仍會帶著家人、或相約老同學返校看望它們。教導主任郭榮治則回憶，1998年他到文山國小實習，當年就是看到這些楓香樹，遂決定未來到此服務。
2014年，在名為「全國最美校樹」選拔活動中，文山國小名列全國8所獲獎學校之一。2016年50周年校慶時，校方挑選學生連宸均描繪女學童玩著楓香葉的畫作，作為階梯彩繪，表彰老楓樹和文山師生的情感。

## 保育

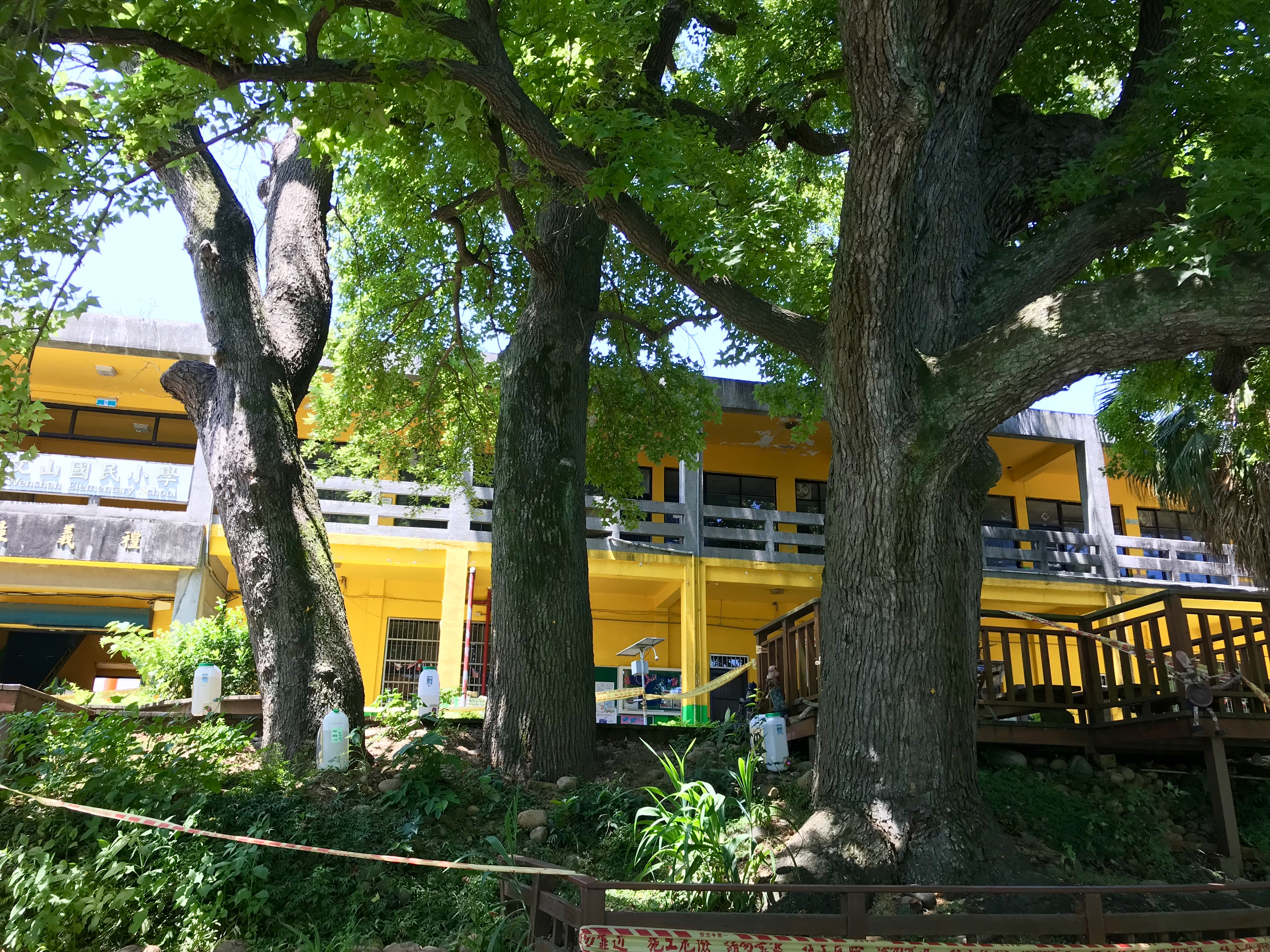
樹幹

樹身由縣政府農業處與校方共同維護，每半年還請樹醫師診斷健康。為防病蟲害，校方架設太陽能誘蟲器，在夜晚以光源引誘毒蛾。
校長詹德浪任內，在2002年1月16日舉行校樹選舉，楓樹以壓倒性票數奪得第一，全數282票中楓樹即獲得169票。校長陳明珍上任後，透過文史工作者陳朝全與吳慶杰等人，為學校做綠色校園的規畫報告向教育部爭取了超過1千萬的經費，投入美化校園。
2003年11月30日，師生和家長300餘人從山腳下接力傳遞鵝卵石，為這3株樹疊鵝卵石，以生態工法取代原有的水泥基座，並依客家習俗搓湯圓祈求圓滿。校方也將楓樹結合文學、音樂、藝文、數學等課程，例如葉子數量、樹圍大小、年生長速率、年輪計算，成為生命教材之用。
2003年到2005年間，陳明珍在任內推動永續校園計畫，以水土保持工程讓3棵楓香長得更加茁壯。她以維護楓香樹為文山國小打響名號，因此獲教育部頒證為「綠色學校伙伴」。當時獲選有33所，文山國小為新竹縣首所。2006年7月18日，她調離文山國小之日，獨坐在楓香樹下對學子、校園作道別。後她調任竹東鎮二重國小，也關注校內的老黑松樹，加強了校樹有關的教學活動。

## 祭祀
昔日校園地為茶園時，居民就開始祭拜此些楓樹，稱為「楓樹伯公」，以求平安、豐收。新任校長到任都要先拜樹頭，在學期初更要挑黃道吉日，擺上三牲素果，祈求楓樹保佑校園。學生們在始業式將對老樹獻上束脩，以表示感恩。校方會準備好豆干、豬肉、雞肉、小米酒等物，集合學生在樹下，並用客家話朗讀祝禱文，也會對老樹擲筊。